# STS-128
STS 128 (ang. Space Transportation System) – trzydziesty siódmy lot w kosmos promu Discovery i sto dwudziesta ósma  misja programu lotów wahadłowców. Głównym celem lotu było dostarczenie na ISS modułu MPLM Leonardo i przyłączenie go do stacji. Odbyły się trzy zaplanowane spacery kosmiczne. Na pokładzie były również myszy, na których naukowcy przeprowadzili eksperymenty, mające wyjaśnić wpływ stanu nieważkości na układ kostny organizmów żywych.

## Załoga
źródło dla sekcji: 
- Frederick W. Sturckow (4)* – dowódca, NASA, USA
- Kevin A. Ford (1) – pilot, NASA, USA
- Patrick G. Forrester (3) – specjalista misji, NASA, USA
- John D. Olivas (2) – specjalista misji, NASA, USA
- José M. Hernández (1) – specjalista misji, NASA, USA
- A. Christer Fuglesang (2) – specjalista misji, ESA, Szwecja

### Przywieziony członekEkspedycji 20
- Nicole M. Stott (1) – NASA, USA

### Odwieziony na Ziemię członek Ekspedycji 20
- Timothy L. Kopra (1) – NASA, USA

*(liczba w nawiasie oznacza liczbę lotów odbytych przez każdego z astronautów)

## Start
Start przewidziano na 25 sierpnia 2009 o godzinie 5:36 UTC, jednak został przełożony, początkowo na 26 sierpnia, na 05:10 UTC, z powodu złej pogody, a następnie na 28 sierpnia, na godzinę 4:22 UTC, ze względu na możliwą usterkę zaworu w zbiorniku paliwa. Pracownicy NASA podejrzewali, że problem stanowił raczej czujnik badający stan zaworu. Odliczanie wznowiono, jednak ostatecznie postanowiono po raz trzeci przełożyć start, by upewnić się co do poprawnej pracy zaworów. Ostatecznie prom wystartował 29 sierpnia o godzinie 3:59 UTC.

## Dokowanie do ISS
- Połączenie z ISS: 31 sierpnia 2009, 00:54:08 UTC[1]
- Odłączenie od ISS: 8 września, 19:26:37 UTC[1]
- Łączny czas dokowania: 8 dni 18 godzin 32 minuty 29 sekund